# Londonprotokollerne
Londonprotokollerne er to internationale aftaler fra hhv. 1850 og 1852, der tilsammen udgør en fredsaftale efter Treårskrigen og afgjorde Slesvig og Holstens relation til det danske monarki. Den forhindrede de nationalliberale i at gennemføre deres krigsmål: at forene alle danskere under junigrundloven.
Den første London-protokol blev undertegnet af de to tyske stormagter Preussen og Østrig den 2. august 1850.
Efter pres fra Rusland måtte de to tyske stormagter acceptere Den danske Helstats integritet som en europæisk nødvendighed.
Den anden London-protokol blev underskrevet af Storbritannien, Frankrig, Rusland, Preussen og Østrig den 8. maj 1852, samt ratificeret af Danmark og Sverige. Den fastslog, at det danske monarki bestod af Kongeriget Danmark med hertugdømmerne Slesvig, Holsten og Lauenborg, og at prins Christian af Glücksborg skulle arve den danske trone. Denne protokol forudsatte en ændring af Tronfølgeloven, som blev gennemført af Rigsdagen.
Efter russisk pres bestemtes, at Junigrundloven fortsat kun måtte gælde i kongeriget. Styreformen i hertugdømmerne skulle fortsat være enevælde. De tyske stormagter fik indføjet bestemmelsen om, at Slesvig ikke måtte knyttes nærmere til Danmark end Holsten. Stormagterne fik dermed direkte indflydelse på indre danske anliggender.